# Don Quijote (opera)
A Don Quijote vagy eredeti francia címén Don Quichotte Jules Massenet ötfelvonásos operája. Librettóját Henri Cain írta Miguel de Cervantes regénye alapján. 
A mű keletkezését Fjodor Ivanovics Saljapinnak köszönheti, akinek gyermekkora óta kedvenc irodalmi alakja volt Cervantes hőse. Ő ösztönözte a szerzőket a mű megírására, akik végig vele együttműködve dolgoztak, minden részletet egyeztettek. 
Ősbemutatója 1910. február 19-én volt, Monte-Carlo operaházában.

## Szereplők
| Szereplő    | Hangfekvés |
| ----------- | ---------- |
| Pedro       | szoprán    |
| Garcias     | szoprán    |
| Dulcinea    | alt        |
| Rodriguez   | tenor      |
| Juan        | tenor      |
| Sancho      | bariton    |
| Don Quijote | basszus    |

## Cselekmény

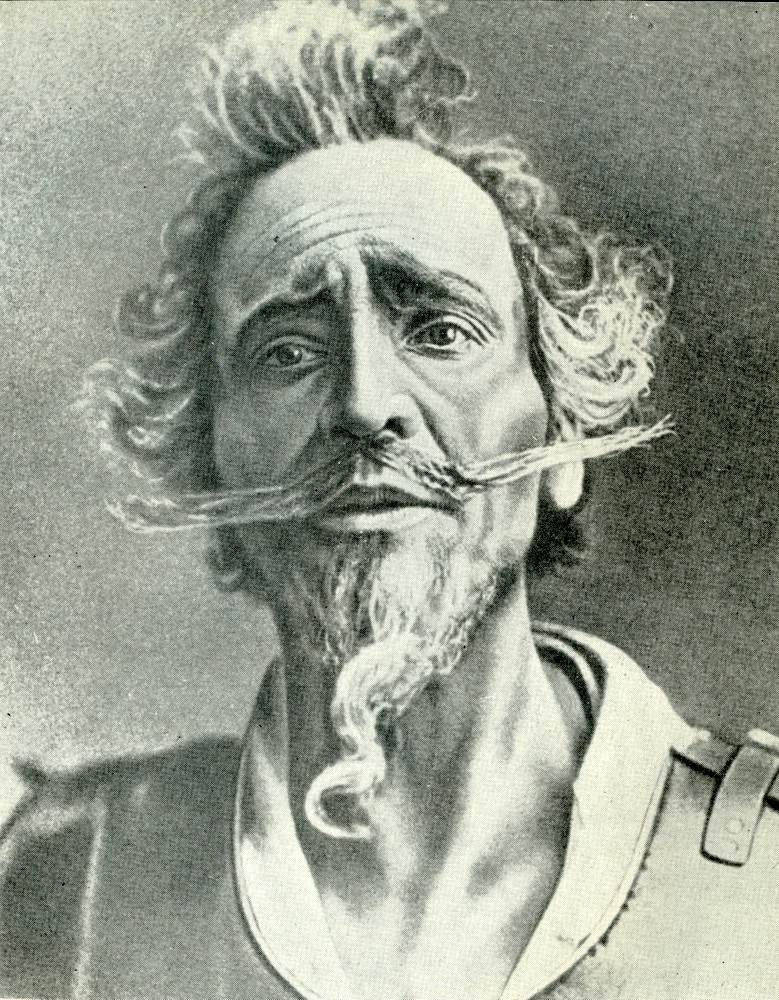
Saljapin legendás, saját tervezésű maszkja a címszerephez

Helyszín: Spanyolország
Idő: 15. század elején

### Első felvonás
Tér Dulcinea háza előtt
A fesztiválon négy lovag szerenádot ad a szép kurtizánnak. Dulcinea megjelenik háza ablakában és kijelenti, hogy számára az imádat nem elég. Miután visszavonul a tömeg Don Quijote érkezését éljenzi. A meghatott lovag azt parancsolja szolgájának, Sanchónak, hogy pénzzel jutalmazza meg a tömeget. Ő is szerenádot énekel Dulcineának, de Juan megszakítja. Párbajra kerül sor, melyet maga Dulcinea állít le. A kurtizánt elbűvöli a lovag, Juant megszidja és elküldi. A lovag felajánlja szerelmét és egy kastélyt is, Dulcinea azonban ráveszi, hogy szerezze vissza nyakláncát, melyet az útonállók raboltak el tőle. A lovag elindul a nyaklánc keresésére hű fegyverhordozója, Sancho Panza társaságában.

### Második felvonás
Vidéken
Egy ködös reggelen Don Quijote szerelmes verset költ, miközben Sancho tirádájában kifejti véleményét küldetésük haszontalanságáról, A köd felszáll és előbukkannak a szélmalmok, melyeket Don Quijote óriásoknak vél. Sancho megrökönyödésére gazdája megtámadja a malmokat, mígnem beleakad egy szélvitorlába, mely a levegőbe emeli.

### Harmadik felvonás
Hegyekben
Don Quijote és Sancho szürkületkor érkeznek meg a hegyvidékre és a lovag meg van győződve, hogy már egyre közelebb kerültek a banditákhoz. Sancho aludni tér, a lovag vállalja az őrködést. Hirtelen felbukkannak a banditák és egy rövid párbaj után foglyul ejtik a lovagot. Sanchónak sikerül elmenekülnie. A banditák eldöntik, hogy kivégzik a lovagot, de imája megmozgatja őket, ezért úgy döntenek, hogy szabadon engedik és visszaadják a nyakláncot.

### Negyedik felvonás
Dulcinea házának kertje
Dulcinea zenés mulatságot rendez, azonban eluralkodik rajta a melankólia. Vacsora közben megérkezik a lovag is, aki átnyújtja Dulcineának a nyakláncot és megkéri a kezét. Dulcinea hisztérikus kacagásban tör ki és visszadobja a nyakláncot. Miután megsajnálja a bús lovagot, hazaküldi a vendégeket és elmagyarázza Don Quijoténak, hogy neki más az életvitele, a sors mást tartogat számára és nem lehet a felesége. Homlokon csókolja és elbúcsúzik tőle. 

### Ötödik felvonás
Hegyvidéki hágó
Don Quijote haldoklik. Kétségbeesésében és csalódottságában hallucinál. Utolsó perceiben Dulcinea hangját hallja, ahogy szerelmes dalt énekel lovagjának.

## Híres áriák
- O mon maître, ô mon Grand - Don Quijote halála (ötödik felvonás)